# Adam Carson
Adam Carson, ameriški bobnar, * 5. februar 1975, Ukiah, Kalifornija, ZDA.
Znan je predvsem kot bobnar in soustanovitelj ameriške punk skupine AFI, deloval pa je tudi kot nadomestni bobnar psychobilly skupine Tiger Army in zaigral na njihovem debitantskem albumu.